# 元起
元起（もとき）は、愛知県海部郡飛島村にある地名。現行行政地名は元起1丁目から元起5丁目。

## 地理
飛島村北西部に位置する。

## 世帯数と人口
2015年（平成27年）10月1日現在の世帯数と人口は以下の通りである。
| 町丁 | 世帯数  | 人口  |
| ---- | ------- | ----- |
| 元起 | 136世帯 | 468人 |

## 学区
市立小・中学校に通う場合、学区は以下の通りとなる。また、公立高等学校に通う場合の学区は以下の通りとなる。
| 番・番地等 | 小学校           | 中学校           | 高等学校 |
| ---------- | ---------------- | ---------------- | -------- |
| 全域       | 飛島村立飛島学園 | 飛島村立飛島学園 | 尾張学区 |

## 交通

### 道路
- 国道23号（名四国道）

## 施設
- 神明社北緯35度5分3秒 東経136度47分6.3秒 / 北緯35.08417度 東経136.785083度
- 長昌院北緯35度4分54.6秒 東経136度46分57.8秒 / 北緯35.081833度 東経136.782722度
- 無量寺北緯35度4分56.4秒 東経136度47分6.7秒 / 北緯35.082333度 東経136.785194度
- 飛島保育園北緯35度4分49.2秒 東経136度47分6秒 / 北緯35.080333度 東経136.78500度
- 飛島善光寺北緯35度4分47.6秒 東経136度47分5.9秒 / 北緯35.079889度 東経136.784972度
- 国際技術交流協会名古屋西事務局北緯35度4分44.6秒 東経136度46分51.6秒 / 北緯35.079056度 東経136.781000度
- 元起グリーンセンター北緯35度4分55.7秒 東経136度46分47.5秒 / 北緯35.082139度 東経136.779861度
- 中江多目的センター北緯35度4分54.2秒 東経136度46分54.8秒 / 北緯35.081722度 東経136.781889度
- 南枕江集会所北緯35度4分46秒 東経136度47分5.6秒 / 北緯35.07944度 東経136.784889度

## その他

### 日本郵便
- 郵便番号 : 490-1437[3]（集配局：弥富郵便局[7]）。